# Disney Channel (Paesi Bassi)
Disney Channel è un canale televisivo nederlandese di proprietà della Walt Disney Company e versione locale della rete statunitense omonima.
È disponibile nei Paesi Bassi, tuttavia l'area di trasmissione si estende anche in Belgio e Lussemburgo, la cui versione locale presenta una traccia audio aggiuntiva in olandese.

## Storia
Il canale nasce il 3 ottobre 2009 grazie alla UPC Netherlands. Il 30 ottobre dello stesso anno viene lanciato in Belgio su Telenet e Belgacom. Il 22 giugno 2010 inizia le trasmissioni sull'analogico. Invece, nel settembre il blocco "Disney Junior" diventa un canale a sé. L'anno successivo viene lanciato su Ziggo. Nell'ottobre viene annunciata l'uscita del canale su Caiway, ma fu annullata.
Nei primi mesi del 2012 il canale cambia logo e viene rinnovato. Dal 16 agosto dello stesso anno è disponibile su CanalDigitaal e TV Vlaanderen Digitaal. Nel luglio 2013 i programmi sottotitolati vengono spostati in tarda notte.
È disponibile anche la versione on demand per i clienti UPC e Ziggo.

## Palinsesto

### In onda[6]
- 101 Dalmatian Street
- Anfibia
- Best Bugs Forever
- Boy Girl Dog Cat Mouse Cheese
- Dottoressa Peluche
- DuckTales
- Elena di Avalor
- Gabby Duran Alien Sitter
- Ghostforce
- Gravity Falls
- I Greens in città
- Il fantasma e Molly McGee
- Io, Elvis Riboldi
- Mira - Detective reale
- Miraculous - Le storie di Ladybug e Chat Noir
- Mermaid Melody Pichi Pichi Pitch
- Phineas e Ferb
- PJ Masks
- Puppy Dog Pals
- Raven's Home
- Sadie e Gilbert
- Spidey e i suoi fantastici amici
- The Owl House - Aspirante strega
- Topolino - La casa del divertimento
- Topolino - Strepitose avventure
- T.O.T.S. - Trasporto Organizzato Teneri Supercuccioli
- Summer Camp
- Sydney to the Max

### Non in onda
- 5 gemelli diversi
- Alien Surf Girls
- American Dragon: Jake Long
- A.N.T. Farm - Accademia Nuovi Talenti
- Art Attack
- A scuola con l'imperatore
- A tutto ritmo
- Austin & Ally
- Bad Dog - Un cane che più cane non c'è
- Big Hero 6 - La serie
- Brandy & Mr. Whiskers
- Buona fortuna Charlie
- Casper - Scuola di paura
- Capitan Flamingo
- Chiamatemi Giò
- Cip & Ciop agenti speciali
- Cory alla Casa Bianca
- Dog with a Blog
- DuckTales - Avventure di paperi
- Finalmente weekend!
- Fish Hooks - Vita da pesci
- Hannah Montana
- Henry Mostriciattoli
- I Famosi 5 - Casi misteriosi
- I maghi di Waverly
- In giro per la giungla
- I Tofu
- Jacob due due
- Jake e i pirati dell'Isola che non c'è
- Jessie
- Jimmy Jimmy
- Jonas L.A.
- Kid vs. Kat - Mai dire gatto
- Kim Possible
- La carica dei 101 - La serie
- La casa di Topolino
- La leggenda dei tre caballeros
- La leggenda di Tarzan
- La mia babysitter è un vampiro
- Lilo & Stitch
- Little Einsteins
- Liv e Maddie
- Little Lulu Show
- LoliRock
- Maggie
- Mako Mermaids
- Manny tuttofare
- Miss Reality
- Monster High
- Musti
- Pat & Stan
- Phineas e Ferb
- Rapunzel - La serie
- Ricreazione
- Shuriken School
- Sofia la principessa
- Sonny tra le stelle
- So Random!
- Sorriso d'argento
- Stoked - Surfisti per caso
- The DaVincibles
- The Replacements - Agenzia sostituzioni
- The Zhu Zhu Pets
- Timon e Pumbaa
- Topolino
- Totally Spies!
- Un pizzico di magia
- Violetta
- W.I.T.C.H.
- Wunschpunsch
- Zack e Cody al Grand Hotel
- Zack e Cody sul ponte di comando

### Film

Logo dei Disney Channel Original Movie

Oltre per le serie televisive e i cartoni, il palinsesto di Disney Channel si contraddistingue anche per la visione di film. I titoli sono gli stessi della programmazione statunitense, solamente doppiati in olandese.